# Шипченко, Марина
Анна Марина Шипченко (швед. Anna Marina Schiptjenko) является единственной женщиной-участницей шведской электронной поп-группы Bodies Without Organs (ныне известной как BWO). Ее мать шведка, а отец, Леонид Шипченко, был украинским беженцем из Советского Союза, отсюда и ее украинская фамилия.
Свою музыкальную карьеру начала в 1980 году, организовав со своим бойфрендом Эдди Бергтссоном синти-поп группу Page.
С 1991 года, совместно с Силен Андрен (швед. Ciléne Andréhn), содержит галерею современного искусства в Стокгольме (Markvardsgatan 2).
В 1996 году Александр Бард пригласил её стать солисткой Vacuum. До момента распада (как было заявлено — временного) — была клавишницей и бэк-вокалисткой его же группы BWO.
Замужем.

## Факты
- Тщательно скрывает своего мужа. Известно только, что его зовут Фредерик.
- Марина «поздний» ребёнок в семье. Её отцу было 60 лет, когда она родилась.